# Asthenargus niphonius
Asthenargus niphonius är en spindelart som beskrevs av Saito och Ono 200. Asthenargus niphonius ingår i släktet Asthenargus och familjen täckvävarspindlar. Inga underarter finns listade.